# Frauen-Bundesliga
Frauen-Bundesliga là giải bóng đá cấp cao nhất trong hệ thống bóng đá nữ tại Đức. Vào năm 1990 Hiệp hội bóng đá Đức (DFB) thành lập giải dựa trên mô hình của Bundesliga. Giải ban đầu bao gồm hai bảng bắc và nam, nhưng vào năm 1997 hai bảng được nhập thành một giải vô địch quốc gia duy nhất. Giải hiện gồm 12 đội và diễn ra từ mùa thu tới mùa hè năm sau.

## Thể thức
Một mùa giải bao gồm hai lượt. Tại mỗi lượt mỗi đội lần lượt gặp tất cả các đội còn lại trong giải. Mùa giải thường bắt đầu vào tháng 8 hoặc 9, lượt đi kết thúc vào tháng 12. Lượt về thường bắt đầu vào tháng 2 và kết thúc vào tháng 5 hoặc tháng 6. Hai đội xếp cuối bảng sau khi mùa giải kết thúc sẽ xuống hạng và được thay thế bằng hai đội vô địch miền bắc và nam của 2. Bundesliga.
Đội vô địch và á quân của giải giành quyền tham dự UEFA Women's Champions League. Nếu đội vô địch UEFA Women's Champions League là một đội của Đức nhưng đội đó không lọt vào một hai vị trí dẫn đầu Bundesliga thì Đức sẽ có ba đại diện tại Champions League mùa năm sau như trường hợp mùa 2009–10 và 2015–16.

## Các câu lạc bộ
| Đội                 | Thành phố  | Sân nhà                            | Sức chứa |
| ------------------- | ---------- | ---------------------------------- | -------- |
| Werder Bremen       | Bremen     | Weserstadion Platz 12              | 1,000    |
| SGS Essen           | Essen      | Stadion Essen                      | 20,000   |
| Eintracht Frankfurt | Frankfurt  | Stadion am Brentanobad             | 5,500    |
| SC Freiburg         | Freiburg   | Möslestadion                       | 18,000   |
| 1899 Hoffenheim     | Hoffenheim | Dietmar-Hopp-Stadion               | 6,350    |
| Carl Zeiss Jena     | Jena       | Ernst-Abbe-Sportfeld               | 10,800   |
| 1. FC Köln          | Cologne    | Südstadion                         | 11,748   |
| Bayer Leverkusen    | Leverkusen | Jugendleistungszentrum Kurtekotten | 1,140    |
| Bayern Munich       | Munich     | FC Bayern Campus                   | 2,500    |
| Turbine Potsdam     | Potsdam    | Karl-Liebknecht-Stadion            | 10,786   |
| SC Sand             | Willstätt  | Kühnmatt Stadion                   | 2,000    |
| VfL Wolfsburg       | Wolfsburg  | AOK Stadium                        | 5,200    |

## Các đội vô địch

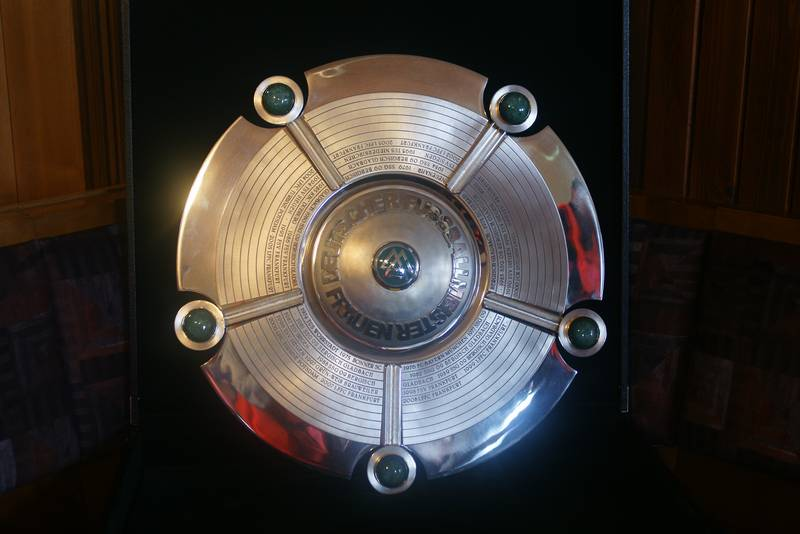
Đĩa bạc dành cho đội vô địch

Đối với các đội vô địch trước khi Bundesliga ra đời, xem Giải bóng đá nữ vô địch quốc gia Đức.
| Mùa giải | Vô địch                | Á quân                 |
| -------- | ---------------------- | ---------------------- |
| 1990–91  | TSV Siegen             | FSV Frankfurt          |
| 1991–92  | TSV Siegen             | Grün-Weiß Brauweiler   |
| 1992–93  | TuS Niederkirchen      | TSV Siegen             |
| 1993–94  | TSV Siegen             | Grün-Weiß Brauweiler   |
| 1994–95  | FSV Frankfurt          | Grün-Weiß Brauweiler   |
| 1995–96  | TSV Siegen             | SG Praunheim           |
| 1996–97  | Grün-Weiß Brauweiler   | FC Rumeln-Kaldenhausen |
| 1997–98  | FSV Frankfurt          | SG Praunheim           |
| 1998–99  | 1. FFC Frankfurt       | FCR Duisburg           |
| 1999–00  | FCR Duisburg           | 1. FFC Frankfurt       |
| 2000–01  | 1. FFC Frankfurt       | 1. FFC Turbine Potsdam |
| 2001–02  | 1. FFC Frankfurt       | 1. FFC Turbine Potsdam |
| 2002–03  | 1. FFC Frankfurt       | 1. FFC Turbine Potsdam |
| 2003–04  | 1. FFC Turbine Potsdam | 1. FFC Frankfurt       |
| 2004–05  | 1. FFC Frankfurt       | FCR Duisburg           |
| 2005–06  | 1. FFC Turbine Potsdam | FCR Duisburg           |
| 2006–07  | 1. FFC Frankfurt       | FCR Duisburg           |
| 2007–08  | 1. FFC Frankfurt       | FCR Duisburg           |
| 2008–09  | 1. FFC Turbine Potsdam | FC Bayern Munich       |
| 2009–10  | 1. FFC Turbine Potsdam | FCR Duisburg           |
| 2010–11  | 1. FFC Turbine Potsdam | 1. FFC Frankfurt       |
| 2011–12  | 1. FFC Turbine Potsdam | VfL Wolfsburg          |
| 2012–13  | VfL Wolfsburg          | 1. FFC Turbine Potsdam |
| 2013–14  | VfL Wolfsburg          | 1. FFC Frankfurt       |
| 2014–15  | FC Bayern Munich       | VfL Wolfsburg          |
| 2015–16  | FC Bayern Munich       | VfL Wolfsburg          |
| 2016–17  | VfL Wolfsburg          | FC Bayern Munich       |
| 2017–18  | VfL Wolfsburg          | FC Bayern Munich       |
| 2018–19  | VfL Wolfsburg          | FC Bayern Munich       |
| 2019–20  | VfL Wolfsburg          | FC Bayern Munich       |
| 2020–21  | FC Bayern Munich       | VfL Wolfsburg          |

## Câu lạc bộ theo số lần vô địch
| Câu lạc bộ             | Vô địch | Á quân |
| ---------------------- | ------- | ------ |
| 1. FFC Frankfurt1      | 7       | 6      |
| 1. FFC Turbine Potsdam | 6       | 4      |
| VfL Wolfsburg          | 6       | 3      |
| TSV Siegen             | 4       | 1      |
| FC Bayern Munich       | 3       | 5      |
| FSV Frankfurt          | 2       | 1      |
| FCR Duisburg 2         | 1       | 7      |
| Grün-Weiß Brauweiler   | 1       | 3      |
| TuS Niederkirchen      | 1       | 0      |

- 1 Hai lần về nhì với tên SG Praunheim.
- 2 Một lần về nhì với tên FC Rumeln-Kaldenhausen.